# A bene placito
A bene placito è una locuzione latina che significa "a piacere", "a proprio arbitrio". 

## Definizione
Da questa frase, poco usata nell'italiano contemporaneo, ma documentata già dal Cinquecento e fino all'Ottocento, è derivata la grafia "a beneplacito" che, se da un lato ha mantenuto il significato originale di "a piacere", dall'altro ha assunto anche l'accezione particolare di "approvazione", soprattutto in ambito ecclesiastico nell'espressione "a (con il) beneplacito dei superiori".
La formula "a bene placito", proveniente dall'italiano ed attestata in genere a partire dall'Ottocento, è presente anche in altre lingue (francese, spagnolo, catalano, inglese, ad esempio): è impiegata fondamentalmente in ambito musicale e può sostituire le analoghe espressioni ad libitum (latino) ed "a piacere" (italiano) nelle notazioni sugli spartiti.